# Strade asiatiche

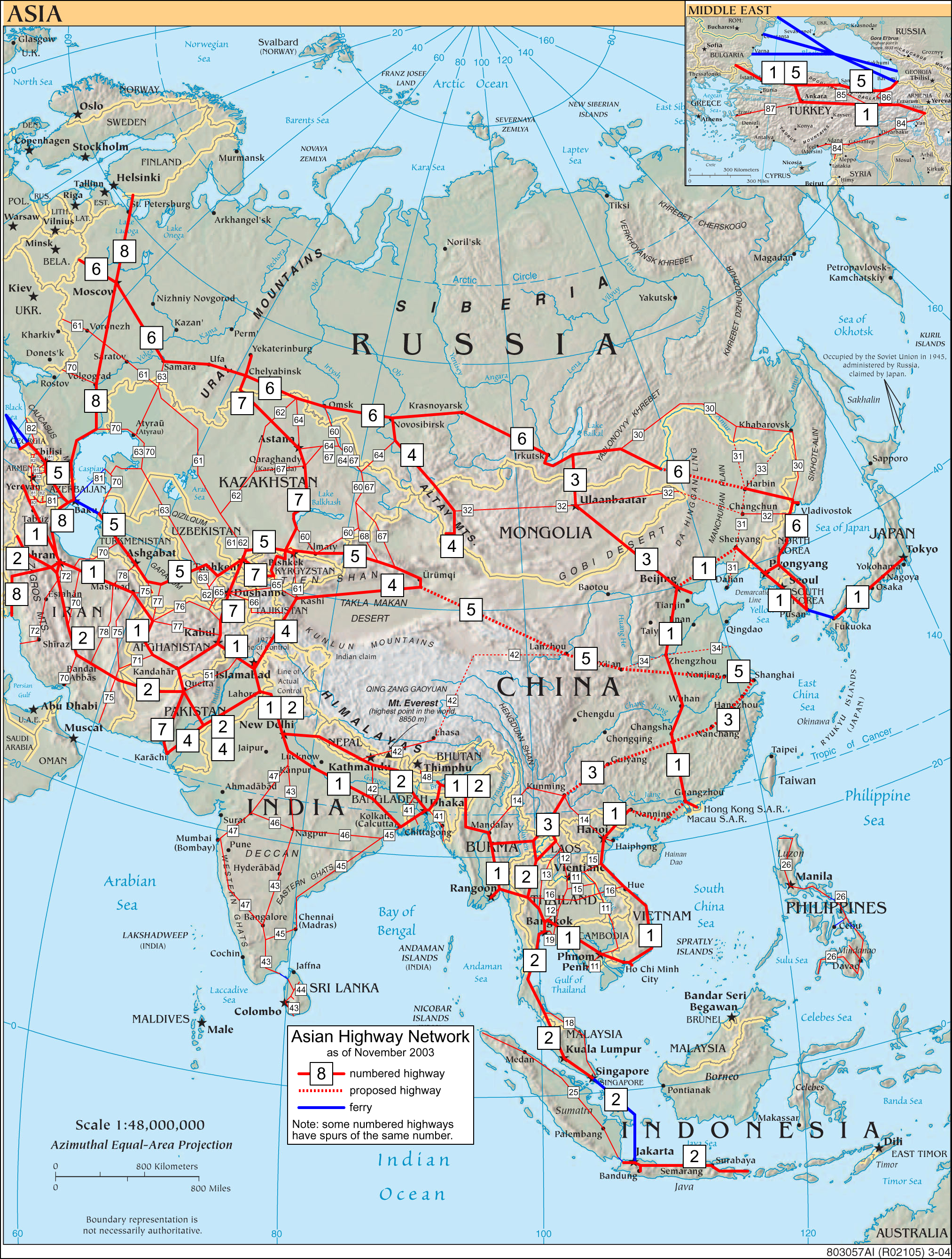
Mappa della rete autostradale asiatica

Il progetto strade asiatiche (o strade per l'Asia; in inglese Asian Highways, abbreviato in AH) è una iniziativa di cooperazione sovrannazionale tra paesi dell'Asia e l'Economic and Social Commission for Asia and the Pacific (ESCAP) delle Nazioni Unite per migliorare la rete stradale di quel continente. Esso è uno dei tre pilastri del progetto Asian Land Transport Infrastructure Development (ALTID), approvato dall'ESCAP durante la sua quarantottesima sessione nel 1992, e comprendente le strade, le ferrovie e iniziative in grado di facilitare i trasporti via terra.

## Descrizione
Il progetto fu avviato dalle Nazioni Unite nel 1959 con la finalità di promuovere lo sviluppo di collegamenti stradali internazionali nella regione. La prima fase del progetto (1960-1970) conseguì numerosi risultati subendo un rallentamento negli anni successivi per mancanza di fondi tanto da essere sospeso nel 1975.
L'ESCAP, in cooperazione con gli stati membri del progetto AH, ha condotto diversi progetti a partire dall'approvazione dell'ALTID nel 1992.
Il Trattato Intergovernativo sulla Rete Stradale Asiatica (IGA) è stato adottato il 18 novembre 2003 nel corso del Meeting Intergovernativo; l'IGA include Annex I (che identifica 55 autostrade AH attraverso i 32 stati membri, con un totale di circa 140 000 km) e Annex II ("Classificazione e Standard per il Design"). Durante la sessantesima sessione della Commissione ESCAP a Shanghai, Cina, nell'aprile 2004, il trattato IGA è stato firmato da 23 stati.
La strada AH1 ha come progetti di andare da Tokyo fino al confine con la Bulgaria ad ovest di Istanbul, passando attraverso entrambe le Coree, la Cina e gli altri stati del Sudest asiatico, del Centro e del Sud dell'Asia. Il corridoio ha come obbiettivo di aumentare i commerci tra gli Stati dell'Asia orientale, l'India e la Russia. Per completare la strada le strade esistenti verranno migliorate e nuovi tratti saranno costruiti per collegarle alla rete.

## Denominazione delle strade

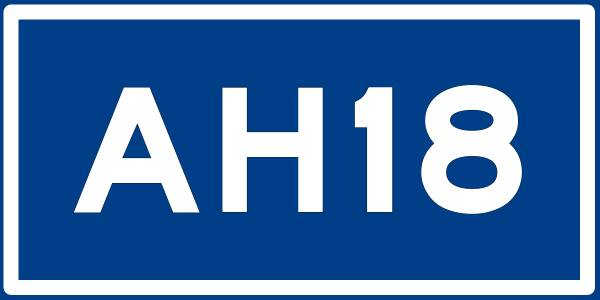
Cartello identificativo di un'autostrada asiatica.

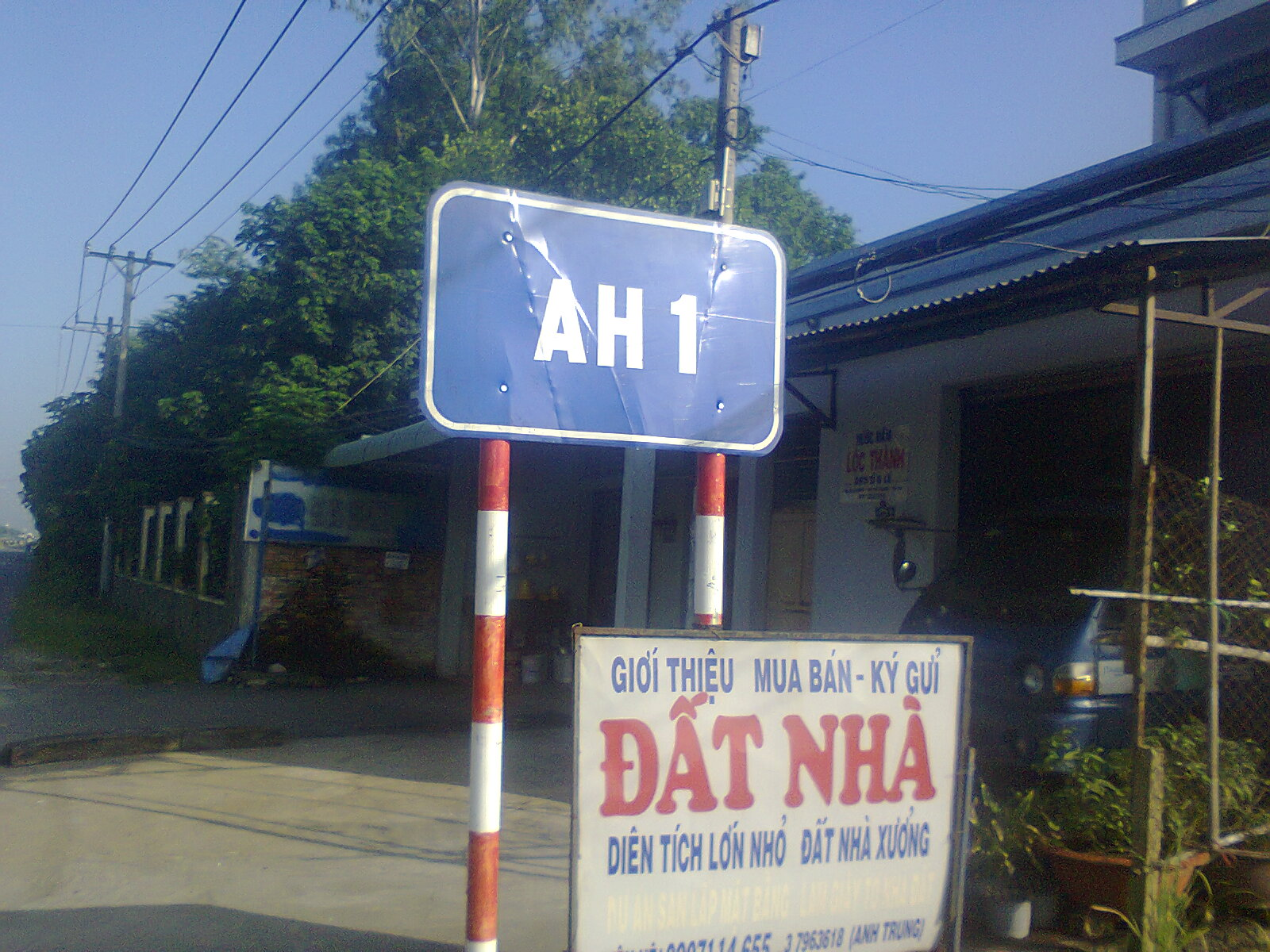
Cartello della strada AH1 in Vietnam.

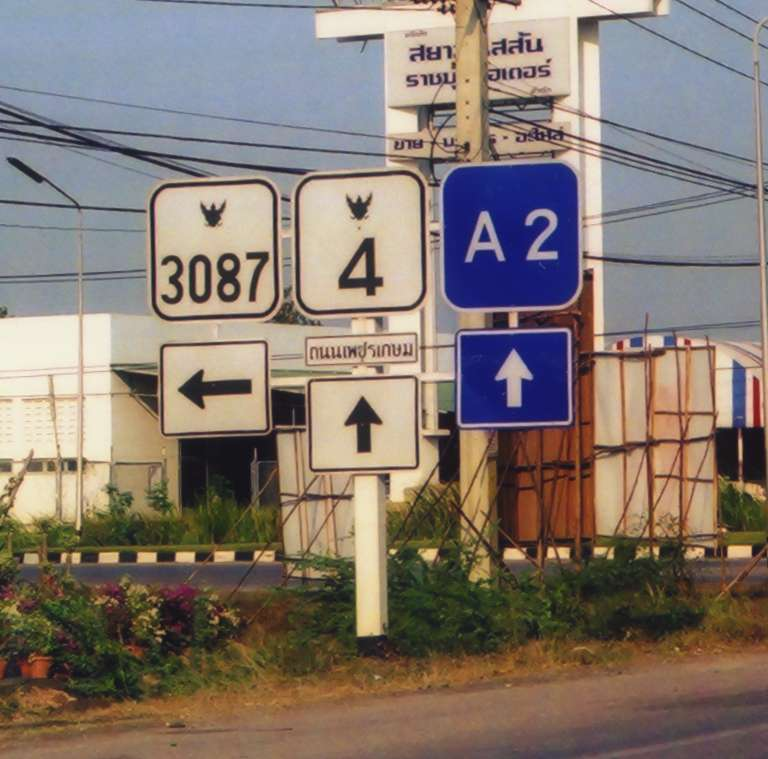
Cartello della strada AH2 nei pressi di Ratchaburi, Tailandia.

Le strade con una sola cifra attraversano l'intero continente:
- AH1, 20 557 km; da Tokyo, Giappone fino al confine tra Turchia e Bulgaria (AH5)
- AH2, 13 177 km; da Denpasar, Indonesia fino a Khosravi, Iran
- AH3, 7 331 km; da Ulan-Udė, Russia (AH6) fino a Tanggu, Cina; e da Shanghai, Cina (AH5) fino a Chiang Rai, Thailandia e Kyaing Tong, Birmania (entrambe sulla AH2)
- AH4, 6 024 km; Novosibirsk, Russia (AH6) fino a Yarantai, Mongolia; e da Ürümqi, Cina (AH5) fino a Karachi, Pakistan (AH7)
- AH5, 10 380 km; da Shanghai, Cina (sulla AH3) fino al confine tra Turchia e Bulgaria (AH1)
- AH6, 10 475 km; da Pusan, Corea del Sud (sulla AH1) fino al confine tra Russia e Bielorussia
- AH7, 5 868 km; da Ekaterinburg, Russia fino a Karachi, Pakistan (AH4)
- AH8, 4 718 km; dal confine tra Russia e Finlandia fino a Bandar Emam, Iran

Le sigle da 10 a 29 e da 100 a 299 sono assegnate al Sudest Asiatico:
- AH11, 1 588 km; da Vientiane, Laos (sulla AH12) fino a Sihanoukville, Cambogia
- AH12, 1 195 km; Nateuy, Laos (sulla AH3) fino a Hin Kong, Thailandia (sulla AH1)
- AH13, 730 km; da Oudomxai, Laos (sulla AH12) fino a Nakhon Sawan, Thailandia (sulla AH1/AH2)
- AH14, 2 077 km; da Hai Phong, Vietnam fino a Mandalay, Birmania (su AH1/AH2)
- AH15, 566 km; da Vinh, Vietnam (AH1) fino a Udon Thani, Thailandia (su AH12)
- AH16, 1 032 km; da Dong Ha, Vietnam (su AH1) fino a Tak, Thailandia (su AH1/AH2)
- AH18, 1 042 km; da Hat Yai, Thailandia (su AH2) fino a Johor Bahru Causeway, Malesia
- AH19, 459 km; da Nakhon Ratchasima, Thailandia (su AH12) fino a Bangkok, Thailandia (su AH2)
- AH25, 2 549 km; da Banda Aceh, Indonesia fino a Merak, Indonesia (su AH2)
- AH26, 3 517 km; da Laoag, Filippine fino a Zamboanga, Filippine

Le sigle da 30 a 39 e da 300 a 399 sono assegnate all'Asia dell'Est e all'Asia del Nordest:
- AH30, 2 739 km; da Ussurijsk, Russia (AH6) fino a Chita, Russia (su AH6)
- AH31, 1 595 km; da Belogorsk, Russia (su AH30) fino a Dalian, Cina
- AH32, 3 748 km; da Sonbong, Corea del Nord (su AH6) fino a Hovd, Mongolia (su AH4)
- AH33, 575 km; da Harbin, Cina (su AH6/AH31) fino a Tongjiang, Cina
- AH34, 1 033 km; da Lianyungang, Cina fino a Xi'an, Cina (AH5)

Le sigle da 40 a 59 e da 400 a 599 sono assegnate all'Asia del Sud:
- AH41, 948 km; dal confine tra Birmania e Bangladesh fino a Mongla, Bangladesh
- AH42, 3 754 km; da Lanzhou, Cina (AH5) fino a Barhi, India (AH1)
- AH43, 3 024 km; da Agra, India (AH1) fino a Matara, Sri Lanka
- AH44, 107 km; da Dambulla, Sri Lanka (AH43) fino a Trinconmalee, Sri Lanka
- AH45, 2 030 km; da Calcutta, India (AH1) fino a Bangalore, India (AH43/AH47)
- AH46, 1 513 km; da Kharagpur, India (AH45) fino a Dhule, India (AH47)
- AH47, 2 057 km; da Gwalior, India (AH43) fino a Bangalore, India (AH43/AH45)
- AH48, 1 km; da Phuentsholing, Bhutan fino al confine Bhutan and India
- AH51, 862 km; da Peshawar, Pakistan (AH1) fino a Quetta, Pakistan (AH2/AH7)

Le sigle da 60 a 89 e da 600 a 899 sono assegnate all'Asia del Nord, all'Asia Centrale e al Sud-ovest Asiatico:
- AH60, 2 151 km; da Omsk, Russia (sulla AH6) fino a Burubaital, Kazakistan (AH7)
- AH61, 4 158 km; da Kashi, Cina (AH4/AH65) fino al confine tra Russia and Ucraina
- AH62, 2 722 km; da Petropavl, Kazakistan (AH6/AH64) fino a Mazar-i-Sharif, Afghanistan (AH76)
- AH63, 2 434 km; da Samara, Russia (AH6) fino a Guzar, Uzbekistan (AH62)
- AH64, 1 666 km; da Barnaul, Russia (AH4) fino a Petropavlovsk, Russia (AH6/AH62)
- AH65, 1 250 km; da Kashi, Cina (AH4/AH61) fino a Termez, Uzbekistan (AH62)
- AH66, 995 km; dal confine tra Cina e Tagikistan fino a Dušanbe, Tagikistan
- AH67, 2 288 km; da Kuitun, Cina (AH5) fino a Zhezkazgan, Kazakistan (AH62)
- AH68, 278 km; da Jinghe, Cina (AH5) fino a Ucharal, Kazakistan (AH60)
- AH70, 4 832 km; dal confine tra Ucraina and Russia fino a Bandar Abbas, Iran
- AH71, 426 km; da Dilaram, Afghanistan (AH1) fino a Dashtak, Iran (AH75)
- AH72, 1 147 km; da Teheran, Iran (AH1/AH2/AH8) fino a Bushehr, Iran
- AH75, 1 871 km; da Tejen, Turkmenistan (AH5) fino a Chabahar, Iran
- AH76, 986 km; da Polekhumri, Afghanistan (AH7) fino a Herat, Afghanistan (AH1/AH77)
- AH77, 1 298 km; da Djbulsarcj, Afghanistan (AH7) fino a Mary, Turkmenistan (AH5)
- AH78, 1 076 km; da Ashgabat, Turkmenistan (AH5) fino a Kerman, Iran (su AH2)
- AH81, 1 143 km; da Larsi, Georgia fino a Aktau, Kazakistan (AH70)
- AH82, 1 261 km; dal confine tra Russia e Georgia fino a Iveoqlu, Iran (AH1)
- AH83, 1 72 km; da Kazakh, Azerbaigian (AH5) fino a Erevan, Armenia (AH81/AH82)
- AH84, 1 188 km; da Dogubayazit, Turchia (AH1) fino a Icel, Turchia
- AH85, 338 km; da Refahiye, Turchia (AH1) fino a Merzifon, Turchia (AH5)
- AH86, 247 km; da Askale, Turchia (AH1) fino a Trebisonda, Turchia (AH5)
- AH87, 606 km; da Ankara, Turchia (AH1) fino a Smirne, Turchia

## Lunghezza per paese
La rete pianificata prevede un totale di 140 479 km:
- Afghanistan, 4 247 km
- Armenia, 958 km
- Azerbaigian, 1 442 km
- Bangladesh, 1 804 km
- Birmania, 3 003 km
- Bhutan, 1 km
- Cambogia, 1 339 km
- Cina, 25 579 km
- Corea del Nord, 907 km
- Corea del Sud, 1 320 km
- Filippine, 3 517 km
- Georgia, 1 154 km
- Giappone, 1 200 km
- India, 11 432 km
- Indonesia, 3 989 km
- Iran, 11 152 km
- Kazakistan, 13 189 km
- Kirghizistan, 1 695 km
- Laos, 2 297 km
- Malaysia, 1 595 km
- Mongolia, 4 286 km
- Nepal, 1 321 km
- Pakistan, 5 377 km
- Russia, 16 869 km
- Singapore, 19 km
- Sri Lanka, 650 km
- Tagikistan, 1 925 km
- Thailandia, 5 112 km
- Turchia, 5 254 km
- Turkmenistan, 2 204 km
- Uzbekistan, 2 966 km
- Vietnam, 2 678 km